# Allium aaseae
Allium aaseae és una espècie vegetal endèmica del sud-oest d'Idaho. Se n'ha informat a 6 comtats: Elmore, Ada, Boise, Gem, Payette i Washington.
La planta porta el nom de la botànica estatunidenca Hannah Caroline Aase (1883-1980), professora de la Universitat Estatal de Washington a Pullman.
Allium aaseae creix en llocs sorrencs i pedregosos en alçades de 800-1100 m. Té bulbs en forma d'ou de fins a 2 cm de diàmetre i flors rosades o blanques en forma de campana de fins a 10 mm de llarg.